# 龙泉街道 (滕州市)
龙泉街道，是中华人民共和国山東省枣庄市滕州市下辖的一个乡镇级行政单位。

## 行政区划
龙泉街道下辖以下地区：
善国社区、岗子西社区、安居社区、钱庄社区、春秋阁社区、杏坛社区、黄山桥社区、岗子东社区、泰山庙社区、府前东社区、宗鲁门社区、南秦社区、跻云桥社区、荆善社区、塔寺社区、善文社区、润泽社区、荆东社区、董村社区、张庄社区、南侯庄社区、双庙社区、东赵庄社区、欧庄社区、任村社区、刁庄社区、西大庙社区、巩村社区、前大庙社区、东大庙社区、唐村社区、赵楼社区、金疃社区、郭庄社区、孙堂社区、冯西社区、夏庄社区、冯东社区、程堂社区、贺庄社区、梁场社区、后洪社区、邾城社区、前洪社区、龙泉苑社区、银钟里社区、滨江花苑社区、樱花苑社区、阳光城社区、通盛花园社区和贵和社区。